# 前庭大腺炎
前庭大腺炎（英語：bartholinitis），为前庭大腺出现的炎症，多为葡萄球菌、大肠杆菌、链球菌、肠球菌及淋菌等混合感染。本病多发生于生育期年龄妇女，感染多为单侧。
急性炎症通常会感受到局部疼痛，尤其是脓肿形成后，常伴有发冷、发热、寒战，有时还出现大小便困难。检查时可发现在大阴唇下1/3处，局部红、硬、触痛明显，若形成脓肿，可见鸡蛋大小肿块，表面皮肤发红，变薄，有触痛及波动感，周围组织水肿。常伴有腹股沟淋巴结肿大。急性期病变扩散可引起直肠周围脓肿。周围血象中的白细胞数增高，尤其中性粒细胞增高明显。急性期后，如腺管口阻塞，腺体内分泌物不能排出，则可形成前庭大腺囊肿。